# 明日はミス・トロット
明日はミス・トロット（내일은 미스트롯、Miss Trot）は、大韓民国で2019年に放送されたプロアマ参加の女性トロット歌手サバイバルオーディション番組。

## 概要
2019年2月28日から5月2日にかけて全10回放送された。5月9日と18日には番外編が放送された。
参加資格はプロアマ問わず女性のみ。優勝賞金は3000万ウォン。副賞はイベント出演権100回分と作曲家チョ・ヨンス制作の楽曲提供。
優勝者は現役トロット歌手のソン・ガイン（当時32歳）。
乱立気味で飽きられていた音楽サバイバルオーディション番組と、業界全体で低迷していたトロットの組み合わせのため前評判は低かったが、初回視聴率は5.9％、最終回の視聴率はケーブルテレビ番組としては異例の18.1%（ニールセンコリア調べ）を記録した。ちなみに制作スタッフが目標に掲げていた視聴率は3%であった。

## シーズン2
2020年12月17日から2021年3月4日にかけてシーズン2が放送された。優勝者はパンソリ歌手出身のヤン・ジウン。